# Strada statale 717 di Villanova di Albenga
La strada statale 717 di Villanova di Albenga (SS 717), già nuova strada ANAS 142 di Villanova di Albenga (NSA 142), è una strada statale italiana di recente classificazione, di servizio all'aeroporto di Albenga.

## Storia
L'idea per la realizzazione di un tratto stradale che collegasse rapidamente il casello autostradale di Albenga fino al centro di Alassio, smaltendo così il traffico costiero nacque negli anni '80. Prese il via la progettazione con tutti gli iter necessari alla realizzazione. In primis venne inaugurato il tratto nel comune di Albenga che oltrepassava il borgo di Bastia con due gallerie sotterranee da 340 m e 509 m. A metà degli anni '90 venne inaugurato il tratto che da Bastia arrivava fino a Villanova d'Albenga, quasi al confine con il vicino comune di Garlenda proprio prima dell'inizio del golf club.
L'ultimo tratto è stato il più complesso, con la realizzazione di un importante cavalcavia e di una galleria sotto il monte della Madonna della Guardia. L'ultimo tratto inaugurato è stato quello da Villanova d'Albenga ad Alassio nel 2004, con una galleria di 2400 m, una di 120 m e una di 107 m. Il costo complessivo dell'opera è stato di 58 milioni.

## Percorso
L'arteria ha inizio all'altezza del ponte sul torrente Arroscia come proseguimento senza soluzione di continuità di un tronco stradale sotto la gestione dell'Autostrada dei Fiori S.p.A.: tale strada permette il collegamento con la ex strada statale 582 del Colle di San Bernardo nei pressi di Leca, frazione di Albenga. Ciò è testimoniato anche dalla chilometrica iniziale posta a 3,084.
La strada è a scorrimento veloce, priva di incroci a raso con la presenza di due svincoli. Il primo svincolo per raggiungere l'aeroporto di Albenga e l'abitato di Villanova d'Albenga e Garlenda e il secondo per raggiungere l’abitato di Bastia d’Albenga e Ortovero. Superato lo   svincolo di Bastia D’Albenga dopo qualche chilometro la strada cessa di costeggiare l'A10 Genova-Ventimiglia, giungendo mediante tre gallerie ad Alassio dove si innesta con una rotatoria nella viabilità urbana.
La strada è stata aperta al traffico l'8 maggio 2004 con la provvisoria classificazione di nuova strada ANAS 142 di Villanova di Albenga (NSA 142). La classificazione attuale è avvenuta infine nel 2012 col seguente itinerario: "Innesto con la S.S. n. 582 presso Albenga - Innesto con la S.P. n. 6 in località Villanova di Albenga".

### Tabella percorso
| di Villanova di Albenga | |      |           |
| Tipo                    | Indicazione | km   | Provincia |
|                         | Variante Aurelia Bis ex della Valle Arroscia - Villanova d'Albenga ex del Colle di San Bernardo - Albenga Genova-Ventimiglia | 3,1  | SV        |
|                         | Villanova d'Albenga - Garlenda Aeroporto di Albenga                                                                          | 5,0  | SV        |
|                         | Alassio Via Aurelia | 10,1 | SV        |